# Ernst-Thälmann-Straße 15 (Strasburg)
Das Wohn- und Geschäftshaus Ernst-Thälmann-Straße 15 in Strasburg (Uckermark) (Mecklenburg-Vorpommern) stammt aus dem 18. Jahrhundert. Es befindet sich hier eine Apotheke.
Das Gebäude mit Hofgebäuden und Laubengangbau steht unter Denkmalschutz.

## Geschichte
Die Gemeinde Strasburg mit 4553 Einwohnern (2020) wurde 1267 als Straceburch  erstmals erwähnt.
Das zweigeschossige barocke verputzte Gebäude mit einem Fachwerkkern und dem Mansarddach mit drei Gauben wurde um 1733 gebaut. Markant ist das Portal. Die Einrichtung der Apotheke stammt von 1870. Der Grundriss hat sich danach kaum verändert.
1910 wurde das Haus saniert und 1996/97 erneut im Rahmen der Städtebauförderung.